# Parafia św. Antoniego w Zakopanem
Parafia Świętego Antoniego w Zakopanem-Bystrem – parafia rzymskokatolicka należąca do dekanatu Zakopane archidiecezji krakowskiej.
Została utworzona w 1984. Jest prowadzona przez bernardynów z klasztoru w Zakopanem.